# Låpesj-Jaure
Låpesj-Jaure är en sjö i Gällivare kommun i Lappland och ingår i Kalixälvens huvudavrinningsområde. Sjön har en area på 1,57 kvadratkilometer och ligger 491 meter över havet. Låpesj-Jaure ligger i Torne och Kalix älvsystem Natura 2000-område. Sjön avvattnas av vattendraget Låpesj-Jåkka.

## Delavrinningsområde
Låpesj-Jaure ingår i det delavrinningsområde (749670-168344) som SMHI kallar för Utloppet av Låpesj-Jaure. Medelhöjden är 503 meter över havet och ytan är 7,86 kvadratkilometer. Räknas de 7 avrinningsområdena uppströms in blir den ackumulerade arean 95,52 kvadratkilometer. Låpesj-Jåkka som avvattnar avrinningsområdet har biflödesordning 2, vilket innebär att vattnet flödar genom totalt 2 vattendrag innan det når havet efter 334 kilometer. Avrinningsområdet består mestadels av skog (64 procent) och sankmarker (13 procent). Avrinningsområdet har 1,69 kvadratkilometer vattenytor vilket ger det en sjöprocent på 21,5 procent.